# سنتز نانوذرات توسط قارچ
در طول تاریخ بشر، قارچ‌ها به‌عنوان منبع غذایی مورد استفاده قرار گرفته‌اند و برای تخمیر و نگهداری غذاها و نوشیدنی‌ها مورد استفاده قرار گرفته‌اند. در قرن بیستم، انسان‌ها یادگرفتند که از قارچ‌ها برای محافظت از سلامت انسان (آنتی‌بیوتیک‌ها، استاتین‌های ضد کلسترول و عوامل سرکوب کننده سیستم ایمنی) استفاده کنند، در حالی که صنعت از قارچ‌ها برای تولید در مقیاس بزرگ آنزیم‌ها، اسیدها و بیوسورفکتانت‌ها استفاده کرده‌است.با ظهور نانوتکنولوژی مدرن در دهه ۱۹۸۰، قارچ‌ها با ارائه جایگزین سبزتر برای نانوذرات سنتز شده شیمیایی اهمیت خود را حفظ کردند.

## زمینه
نانوذره به این صورت تعریف می‌شود که دارای یک بعد ۱۰۰ نانومتر یا کمتر باشد. عوامل کاهنده سمی یا زیست‌شناختی خطرناک معمولاً در سنتز شیمیایی نانوذرات نقش دارند، بنابراین جستجو برای جایگزین‌های تولید سبزتر وجود دارد.
تحقیقات فعلی نشان داده‌است که میکروارگانیسم‌ها، عصاره‌های گیاهی و قارچ‌ها می‌توانند نانوذرات را از طریق مسیرهای بیولوژیکی تولید کنند.
رایج‌ترین نانوذرات سنتز شده توسط قارچ‌ها نقره و طلا هستند، اما قارچ‌ها در سنتز انواع دیگر نانوذرات از جمله اکسید روی، پلاتین، مگنتیت، زیرکونیا، سیلیس، تیتانیوم و سولفید کادمیوم و نقاط کوانتومی سلنید کادمیوم استفاده شده‌اند.

## تولید نانو ذرات نقره
سنتز نانوذرات نقره با استفاده از بسیاری از گونه‌های قارچی موجود در همه جا از جمله تریکودرما،فوزاریوم،پنی سیلیوم،پلوروتوس
آسپرژیلوس.سنتز خارج سلولی توسط تریکودرما ویراد مورد بررسی قرار گرفته‌است. فلوتانوم، ریزوکتونیا، کریزوسپوریوم گرمسیریو فوما گلومراتا، در حالی که سنتز درون سلولی در گونه ورتیسیلیوم و نوروسپورا کراسا نشان داده شده‌است.

## تولید نانوذرات متفرقه
سنتز نانوذرات طلا با استفاده از فوزاریوم مورد بررسی قرار گرفته‌است،نوروسپورا، ورتیسیلیوم، مخمرها و آسپرژیلوس.سنتز نانوذرات طلای خارج سلولی توسط عصاره‌های فوزاریوم اکسی اسپوروم، آسپرژیلوس نیجر و سیتوزولی از کاندیدا آلبیکن نشان داده شد. سنتز نانوذرات طلا درون سلولی توسط گونه ورتیسیلیوم به نام (وی لوتئوآلبوم) نشان داده شده‌است.
علاوه بر طلا و نقره، از فوزاریوم اکسی اسپوروم برای سنتز ذرات زیرکونیا، تیتانیوم، سولفید کادمیوم و سلنید کادمیوم استفاده شده‌است. نانوذرات سولفید کادمیوم نیز توسط ترامت‌های رنگارنگ، اسکیزوساکارومایسس پامبا و کاندیدا گلابراتا سنتز شده‌اند.همچنین نشان داده شده‌است که قارچ پوسیدگی سفید پانروکیت کریزوسپوریوم قادر به سنتز نانوذرات سلنیوم عنصری است.

## تکنیک‌ها و شرایط فرهنگ
تکنیک‌ها و محیط‌های کشت بسته به نیاز جدایه قارچی درگیر متفاوت است، با این حال روش کلی شامل موارد زیر است: هیف‌های قارچی معمولاً در محیط‌های رشد مایع قرار می‌گیرند و تا زمانی که کشت قارچ در زیست توده افزایش یابد، در کشت تکان قرار می‌گیرند. هیف‌های قارچی از محیط رشد خارج می‌شوند، با آب مقطر شسته می‌شوند تا محیط رشد حذف شود، در آب مقطر قرار داده می‌شود و به مدت ۲۴ تا ۴۸ ساعت در کشت لرزان انکوبه می‌شوند. هیف‌های قارچی از مایع رویی جدا می‌شوند و مقدار کمی از مایع رویی به محلول یونی ۱٫۰ میلی مولار اضافه می‌شود. سپس محلول یونی به مدت ۲ تا ۳ روز برای تشکیل نانوذرات کنترل می‌شود. یکی دیگر از روش‌های رایج کشت، افزودن هیف‌های قارچی شسته شده به‌جای استفاده از فیلتر قارچ، مستقیماً به محلول یونی ۱٫۰ میلی‌مولار است. نیترات نقره پرمصرف‌ترین منبع یون نقره است، اما سولفات نقره نیز مورد استفاده قرار گرفته‌است. [نیازمند منبع] کلرواوریک اسید به‌طور کلی به عنوان منبع یون‌های طلا در غلظت‌های مختلف (۱٫۰ میلی مولار و۲۵۰ میلی‌گرم تا۵۰۰ میلی‌گرم طلا در هر لیتر) استفاده می‌شود.سنتز نانوذرات سولفید کادمیوم برای (اف اکسی اسپوروم) با استفاده از نسبت 1:1 Cd2+ و SO42- در غلظت ۱ میلی‌مولار انجام شد.نانوذرات طلا بسته به pH محلول یونی می‌توانند از نظر شکل و اندازه متفاوت باشند.گریک و نیشگون گرفتن (۲۰۰۶) گزارش کردند که برای V. لوتئوآلبوم، نانوذرات طلا کروی کوچک (cc.10 نانومتر) در pH 3، نانوذرات طلای بزرگتر (کروی، مثلثی، شش ضلعی و میله ای) در pH 5 و در pH 7 تشکیل می‌شوند. تا PH 9، نانوذرات بزرگ فاقد شکل مشخصی هستند. برهمکنش‌های دما برای نانوذرات نقره و طلا مشابه بود. دمای پایین‌تر منجر به نانوذرات بزرگ‌تر می‌شود در حالی که دماهای بالاتر نانوذرات کوچک‌تری تولید می‌کنند.

## تکنیک‌های تحلیلی

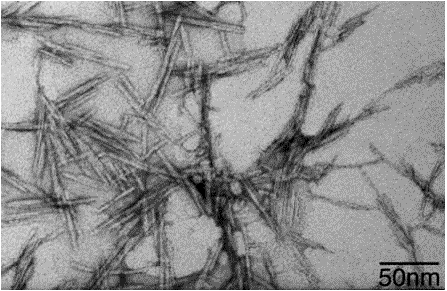

### ابزارهای تحلیلی
برای توصیف جنبه‌های مختلف نانوذرات می‌توان از ابزارهایی چون:میکروسکوپ الکترونی روبشی، میکروسکوپ الکترونی عبوری، تجزیه پراش ایکس، طیف‌سنجی و پراش پرتوهای ایکس استفاده کرد. هر دو میکروسکوپ ذکر شده به منظور تجسم مکان، اندازه و مورفولوژی نانوذرات استفاده شوند ولی طیف‌سنج برای تأیید ماهیت فلزی، اندازه و سطح تجمع استفاده می‌شود. تجزیه و تحلیل پراکندگی انرژی اشعه ایکس برای تعیین ترکیب عنصری و پراش اشعه ایکس برای تعیین ساختار کریستالوگرافی استفاده می‌شود.

## مکانیسم‌های تشکیل

### طلا و نقره
نیترات ردوکتاز برای شروع تشکیل نانوذرات توسط بسیاری از قارچ‌ها شد، در حالی که چندین آنزیم، ردوکتازهای وابسته به ردوکتازهای وابسته به نیترات و یک کوئینون شاتل خارج سلولی، در سنتز نانوذرات نقره برای فوزاریوم اکسی اسپوروم دخیل بودند.

### سولفید کادمیوم
سنتز نانوذرات سولفید کادمیوم توسط مخمر شامل جداسازی Cd2+ توسط پپتیدهای مرتبط با گلوتاتیون و به دنبال آن کاهش در داخل سلول است.